# Куцурубська сільська територіальна громада
Куцурубська сільська територіальна громада — територіальна громада в Україні у Миколаївському районі Миколаївської області. Адміністративний центр — село Куцуруб.
Площа громади — 758,54 км², населення — 7892 мешканці (2018).

## Історія
Куцурубська об'єднана територіальна громада була утворена 10 серпня 2015 року шляхом добровільного об'єднання Куцурубської та Іванівської сільських рад Очаківського району Миколаївської області. 25 жовтня 2015 року відбулися перші вибори в об'єднаній громаді.
14 вересня 2016 року громада була переутворена шляхом доєднання до неї Дмитрівської, Острівської, Парутинської та Солончаківської сільських рад Очаківського району. Перші вибори у переутвореній об'єднаній громаді пройшли 18 грудня 2016 року.
Це була єдина об'єднана територіальна громада, яка пройшла повний шлях об'єднання двічі до прийняття змін до закону, що дозволили спрощене приєднання до вже існуючих об'єднаних громад.
12 червня 2020 року громада була затверджена Кабінетом Міністрів України вже як Куцурубська територіальна громада у тому самому складі. Перші вибори у перезатвердженій громаді пройшли 25 жовтня 2020 року.

## Населені пункти
До складу громади входять 12 сіл:
- Дмитрівка
- Дніпровське
- Іванівка
- Каталине
- Куцуруб
- Матросівка
- Острівка
- Парутине
- Прибузьке
- Солончаки
- Червоне Парутине
- Яселка